# Polygala maravillasensis
Polygala maravillasensis là một loài thực vật có hoa trong họ Polygalaceae. Loài này được Correll miêu tả khoa học đầu tiên năm 1965.